# 山中鹿介物語 -尼子再興記-
『山中鹿介物語-尼子再興記-』（やまなかしかのすけものがたり あまこさいこうき）は、おやまだみむによる日本の漫画作品。
『ガンガン戦-IXA-』（スクウェア・エニックス）2009年冬の陣に第一話が掲載された。その後ウェブコミック配信サイト『ガンガンONLINE』（同）で2010年6月17日更新分で第二話を掲載、8月26日更新分より10月14日更新分まで連載された。

## 単行本
- 第1巻  2010年12月 ISBN 978-4-7575-3097-3